# Аерономия
Аерономия е наука за горната област на земната (или на друга планета) атмосфера, която се отнася до атмосферните движения, нейния химичен състав и свойства и реакцията и към взаимодйствията от космоса. Терминът аерономия е въведен от Сидни Чапман в писмо до редактора на Нейчър озаглавено Some Thoughts on Nomenclature през 1946 година. Аерономията включва и изследване на процесите на разпад или йонизация.